# Staroobrzędowcy
Staroobrzędowcy, starowierzy, starowiercy (ros. старообрядчество) – wyznanie chrześcijańskie powstałe wskutek rozłamu (cs. raskoł) w Rosyjskim Kościele Prawosławnym. Staroobrzędowcy nie uznali reformy liturgicznej patriarchy Nikona z lat 1652–1656, upodabniającej obrzędy Rosyjskiego Kościoła Prawosławnego do greckich. W ich ocenie wszelkie zmiany typowo ruskich tradycji liturgicznych były herezją i wyrzeczeniem się jedynej prawdziwej wiary. Przywódcami staroobrzędowców byli protopop Awwakum Pietrow, diakon Fiodor i mnisi Monasteru Sołowieckiego.
Od połowy lat 50. XVII w. staroobrzędowcy zaczęli porzucać dotychczasowe miejsca zamieszkania i zakładać w trudno dostępnych miejscach własne kolonie; motywacją dla tego typu zachowania było przekonanie o rychłym nadejściu Antychrysta na ziemię. W 1667 sobór moskiewski uznał stare obrzędy za herezję. Władze kościelne i świeckie rozpoczęły masowe prześladowania starowierców, które trwały do końca XVII stulecia. Pełnię praw obywatelskich staroobrzędowcy uzyskali dopiero w 1905, po wydaniu przez cara Mikołaja II edyktu tolerancyjnego.
Doktryna starowierców nie różni się zasadniczo od nauczania kanonicznych Kościołów prawosławnych. Podstawową cechą wyróżniającą jest stosunek do obrzędów – staroobrzędowcy uznają za ważne jedynie te odprawiane według ksiąg liturgicznych sprzed reformy Nikona i traktują najmniejsze odstępstwo od tradycyjnych zwyczajów jako grzech śmiertelny. W teologii staroobrzędowej kluczowe miejsce zajmuje wiara w świętość ziemi ruskiej i Moskwę – Trzeci Rzym, co też uzasadnia przekonanie o wyższości rosyjskich tradycji religijnych nad wszystkimi innymi. W XVII–XVIII w. w myśli religijnej starowierców znaczące miejsce zajmowało także oczekiwanie na rychły koniec świata i nadejście Antychrysta.
Na przełomie XVII i XVIII w. wśród staroobrzędowców doszło do rozłamu na popowców i nieuznających sakramentu kapłaństwa, przekonanych o zapanowaniu sił zła nad światem bezpopowców. Pierwsza z wymienionych grup od 1846 posiadała własną hierarchię cerkiewną, której powstanie było możliwe dzięki przejściu byłego biskupa bośniackiego Ambrożego do starowierców. Drugi nurt ulegał dalszym podziałom na wspólnoty (ros. sogłasija), z których największe liczebnie były grupy fiedosiejewców, filiponów i pomorców.
W pierwszej połowie XX w. łączną liczbę starowierców szacowano w granicach od 10 do 20 mln. Znaczny spadek liczebności tej grupy miał miejsce w czasach ZSRR, gdy prześladowania religijne i kolektywizacja doprowadziły do zniszczenia ich tradycyjnych skupisk. Współcześnie (pocz. XXI w.) liczbę staroobrzędowców na świecie szacuje się na 3 mln, przede wszystkim w Rosji, na Łotwie, Litwie, Ukrainie, w Rumunii, Bułgarii i Stanach Zjednoczonych.

## Historia

### Powstanie ruchu staroobrzędowego

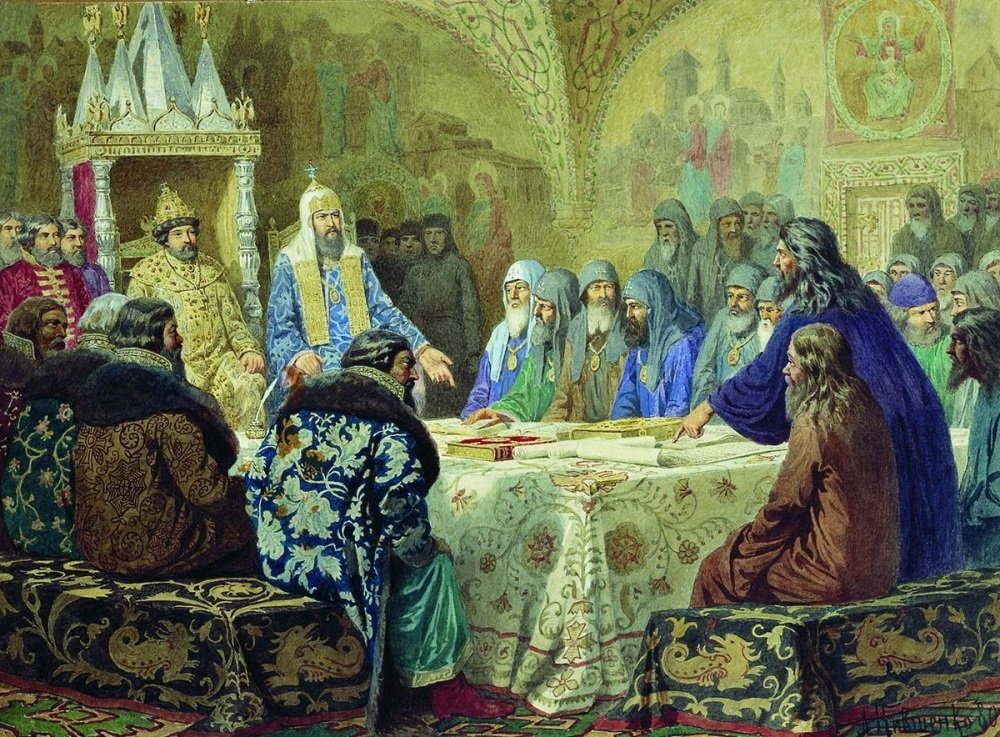
Patriarcha Nikon przedstawia poprawione księgi liturgiczne, obraz Aleksieja Kiwszenki

Ruch staroobrzędowców powstał jako reakcja części rosyjskich wiernych i duchowieństwa na reformę liturgiczną podjętą w latach 50. XVII w. przez patriarchę Moskwy i całej Rusi Nikona. Głównym założeniem tejże reformy było usunięcie z rosyjskich ksiąg liturgicznych zniekształceń i naleciałości powstałych w toku kilkuwiekowego ręcznego przepisywania tekstów modlitw. Liturgia Rosyjskiego Kościoła Prawosławnego miała, tak jak pierwotnie po chrzcie Rusi, być dokładnym tłumaczeniem greckiej.
Zmiany w liturgii, chociaż sankcjonowane przez sobory biskupów, wywołały sprzeciw części duchowieństwa i wiernych Rosyjskiego Kościoła Prawosławnego, w szczególności wiejskich kapłanów parafialnych. Przeciwnicy reform uważali tradycyjne ruskie obrzędy za święte (w myśl koncepcji o szczególnej świętości ziemi ruskiej), nawet, jeśli z czasem zaczęły odbiegać od greckich pierwowzorów. Co więcej, w ich ocenie to greckie prawosławie zostało skażone z powodu udziału hierarchii Patriarchatu Konstantynopolitańskiego w zawarciu unii florenckiej; konsekwentnie zatem to Kościoły tradycji greckiej powinny upodobnić swoją liturgię do obrzędów rosyjskich.

#### Charakterystyka różnic obrzędowych
|                                                                | Stary obrządek                                                                                                   | Reforma Nikona                                                                                          |
| -------------------------------------------------------------- | --- | --- |
| Pisownia imienia Jezus                                         | Исусъ (Isus) | Іисусъ (Iisus)                                                                                          |
| Fragmenty wyznania wiary                                       | „Zrodzony a nie stworzony” „Królestwu zaś jego nie ma końca” „I w Ducha Świętego, Pana prawdziwego i Ożywiciela” | „Zrodzony, nie stworzony” „Królestwu zaś jego nie będzie końca” „I w Ducha Świętego, Pana i Ożywiciela” |
| Znak krzyża                                                    | czyniony dwoma złożonymi palcami                                                                                 | czyniony trzema złożonymi palcami                                                                       |
| Krzyż                                                          | tylko ośmiokrańcowy                                                                                              | ośmio- lub czterokrańcowy                                                                               |
| Liczba pokłonów towarzyszących modlitwie św. Efrema Syryjczyka | dwanaście | cztery                                                                                                  |
| Liczba prosfor                                                 | siedem | pięć |
| Kierunek procesji                                              | zgodnie z pozornym ruchem słońca (posołoń)                                                                       | przeciwnie do pozornego ruchu słońca                                                                    |
| Alleluja                                                       | Аллилуия, аллилуия, слава Тебе, Боже (/Alleluja/ 2 razy, chwała Tobie, Boże)                                     | Аллилуйя, аллилуйя, аллилуйя, слава Тебе, Боже (/Alleluja/ 3 razy, Chwała Tobie, Boże)                  |
| Śpiew cerkiewny                                                | tylko monofoniczny                                                                                               | monofoniczny lub polifoniczny                                                                           |
| Chrzest                                                        | tylko przez trzykrotne zanurzenie                                                                                | przez zanurzenie lub polanie głowy                                                                      |

Pierwsze polemiki z wprowadzonymi zmianami nie miały masowego charakteru, chociaż wśród odrzucających nowe obrzędy byli m.in. mnisi cieszącego się ogromnym szacunkiem wiernych Monasteru Sołowieckiego. Co więcej, sam Nikon, zniechęcony nieoczekiwanym oporem wobec reformy, zarzucił jej kontynuację i skupił się na innym zagadnieniu – uczynieniu Moskwy centrum światowego prawosławia oraz wzmocnieniu pozycji Kościoła w stosunku do władzy świeckiej. Patriarcha zmienił stosunek do obrzędów na bardziej elastyczny. Chociaż utrzymana w mocy pozostała klątwa na żegnających się dwoma palcami, Nikon stwierdził, że księgi liturgiczne powstałe przed i po reformie mają taką samą wartość. Podobne stanowisko reprezentowali inni hierarchowie: w 1664 metropolita nowogrodzki Pitirim, wyświęcając trzynastu mnichów Monasteru Sołowieckiego na diakonów lub kapłanów, na ich prośbę przeprowadził obrzęd z użyciem ksiąg liturgicznych sprzed reformy.

### Przyczyny rozłamu

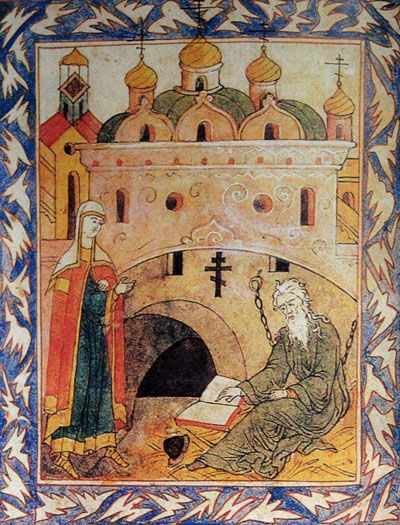
Fieodosija Morozowa odwiedza protopopa Awwakuma w więzieniu, miniatura

Badacze dziejów Rosji i Rosyjskiego Kościoła Prawosławnego w różny sposób interpretowali przyczyny rozłamu. Francuski historyk Anatole Leroy-Beaulieu, nawiązując do myśli Mykoły Kostomarowa, traktował raskoł jako spór tradycji, do której wierni byli niezwykle przywiązani, z wprowadzanymi odgórnie nowinkami. Obydwaj autorzy podnoszą, iż rosyjska pobożność w znacznej mierze polegała na dokładnym odtwarzaniu ustalonego rytuału, toteż zmiany w nim wywoływały podejrzenia o utratę przezeń błogosławieństwa bożego i mocy. Michaił Heller podkreśla niechęć rosyjskich wiernych do naukowych metod opracowywania poprawnych tekstów liturgicznych, jakimi posłużył się patriarcha Nikon, nakazując ustalić właściwe brzmienie modlitw w opracowaniu o analizę setek zgromadzonych ksiąg greckich. W ocenie tego autora decydujące znaczenie w procesie formowania się ruchu staroobrzędowego miał stosunek do roli Rosji w świecie prawosławnym. Patriarcha Nikon wychodził z założenia, że jedynie niekwestionowana czystość i poprawność wiary uczyni z Moskwy Trzeci Rzym i umożliwi Rosyjskiemu Kościołowi Prawosławnemu ekspansję. Główny ideolog raskołu, protopop Awwakum Pietrow, uważał, że Moskwa już stała się Trzecim Rzymem i powinna utrwalać swój dotychczasowy charakter, a także odgrodzić się od świata, gdyż wpływy obce mogłyby jej tylko zaszkodzić. Według przeciwników zmian obrzędowych ich wprowadzenie było równoznaczne z wyrzeczeniem się prawdziwej wiary i utratą szans na zbawienie duszy.
Historiografia radziecka traktowała wystąpienie staroobrzędowców jako ruch antyfeudalny, nie uwzględniając uczestnictwa w nich przedstawicieli rosyjskiej arystokracji. W ocenie Hellera raskoł był sporem politycznym w innym znaczeniu: stanowił wystąpienie części społeczeństwa Rosji przeciwko idei imperialnej, jakiej hołdował Aleksy I, a w inny sposób także Nikon.
Billington przedstawił pogląd, jakoby raskoł i towarzyszące mu nastroje apokaliptyczne wynikały

z nacisku ideologii państwa moskiewskiego na konkret i historię. Pobudzona duchowość monastycznego ascetyzmu i świętego szaleństwa nie ukierunkowała się nade wszystko na ustanowienie osobistej, ekstatycznej jedności z Bogiem, lecz raczej na przyjmowanie określonych wskazówek i zapewnień, jakie w powszechnym mniemaniu Bóg nieustannie ofiarowywał swojemu wybranemu ludowi za pośrednictwem głosów i wizji.

Przybył zwraca uwagę na znaczącą rolę eschatologii w myśli teologicznej prawosławnej Rusi. Podkreśla, że narastanie nastrojów apokaliptycznych było zauważalne jeszcze przed reformą liturgiczną Nikona. W tej sytuacji jej wdrażanie zostało odczytane jako znak bliskości spodziewanego końca świata. Interpretowanie wszystkich zachodzących wydarzeń w kontekście nadchodzącego końca było typowe dla siedemnastowiecznych ideologów starej wiary.

### Staroobrzędowcy w latach 1656–1667

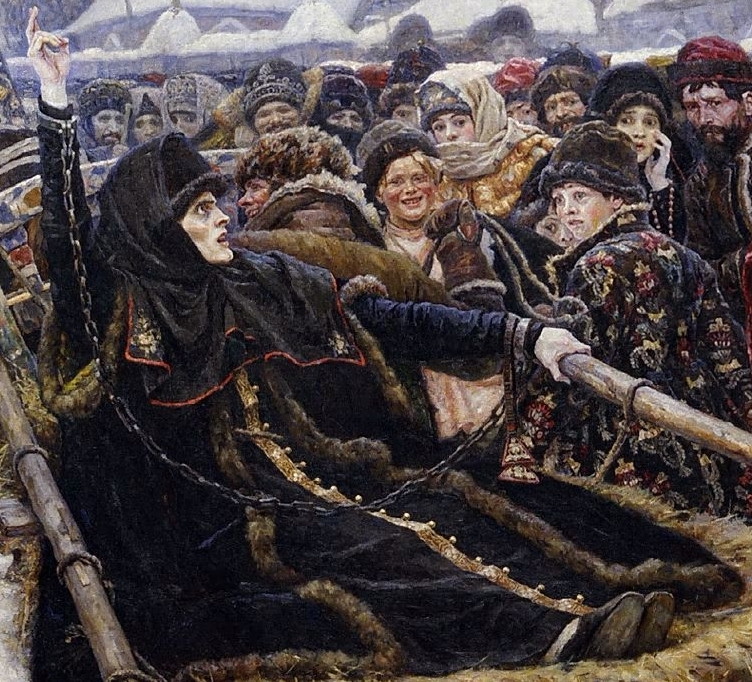
Fieodosija Morozowa wywożona do więzienia na obrazie Wasilija Surikowa

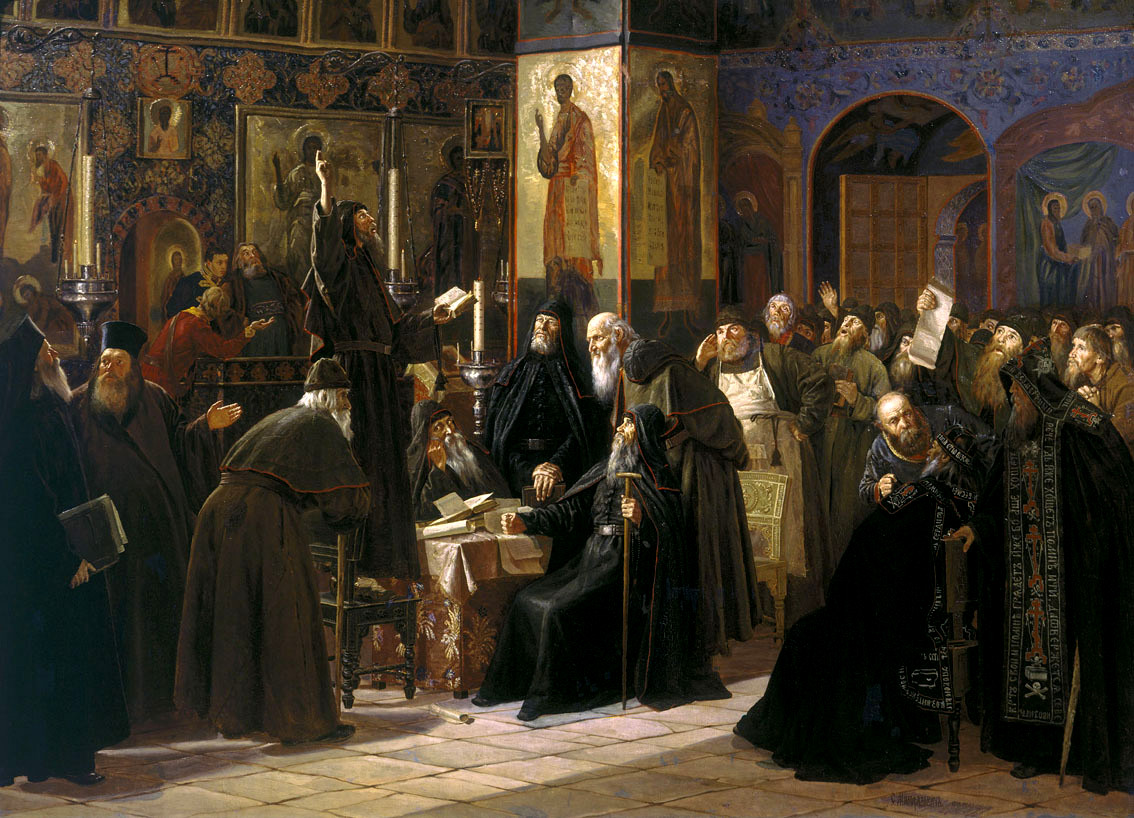
Czarny sobór – mnisi Monasteru Sołowieckiego odrzucają reformę Nikona. Obraz Siergieja Miłoradowicza

Przeciwko reformie liturgicznej wystąpiło nie tylko wiejskie duchowieństwo i wierni, ale i część bojarów. Opór wobec reform był widoczny przede wszystkim na wsi rosyjskiej, mieszkańcy miast na ogół akceptowali zmiany. Staroobrzędowców poparła również część bojarów i szlachty rosyjskiej. Najsłynniejszą wyznawczynią „starej wiary” i protektorką przeciwników reform wywodzącą się z tej sfery była Fieodosija Morozowa. Ze staroobrzędowcami sympatyzowała caryca Maria Miłosławska i jej otoczenie. W Moskwie liderem duchowieństwa przeciwnego reformom stał się protopop soboru Zwiastowania na Kremlu, Awwakum Pietrow. Zamożni protektorzy starej wiary nie uchronili jednak duchowieństwa wrogiego reformom przed utratą prestiżowych stanowisk, kierowaniem do odległych eparchii, zmuszaniem do zamieszkania w monasterach, zsyłkami. Działania takie inspirował wobec przeciwników reformy patriarcha Nikon. W sprawie protopopa Awwakuma patriarcha zamierzał pozbawić go święceń kapłańskich, z czego zrezygnował, gdy za duchownym wstawił się sam car. Planowaną karę zamieniono na skierowanie do eparchii tobolskiej i tiumeńskiej. Awwakum otrzymał prawo powrotu do Moskwy w 1663, jednak wkrótce został zesłany ponownie.
Od 1656, według świadectwa arcybiskupa riazańskiego Hilariona, całe lokalne społeczności, wierne dawnym obrzędom, porzucały dotychczasowe miejsce zamieszkania, twierdząc, że uciekają przed Antychrystem. Staroobrzędowcy głosili rychłe nadejście końca świata. Część duchownych związanych z ruchem zaczęła propagować pogląd, iż przed tym wydarzeniem wierni powinni sami odebrać sobie życie. Zaczęło zatem dochodzić do zbiorowych samobójstw poprzez samospalenie lub zamorzenie się głodem. W taki sposób w pierwszych latach sporu o obrzędy mogło zginąć nawet kilka tysięcy osób.

### Uznanie staroobrzędowców za heretyków
Ostateczną zmianę w traktowaniu staroobrzędowców przyniósł trwający od 1666 do 1667 sobór Rosyjskiego Kościoła Prawosławnego z udziałem patriarchów aleksandryjskiego Paisjusza i antiocheńskiego Makarego III. Podstawowym celem soboru było osądzenie działalności patriarchy Nikona i ocena kanoniczności jego reform. Sąd nad hierarchą zakończył się odebraniem mu wszystkich godności kościelnych i zesłaniem do Monasteru Terapontowskiego. Potępiając Nikona, sobór uznał za ważne wprowadzone przez niego reformy, zaś ich przeciwników obłożył klątwą kościelną. Jedynie obrzędy zapisane w poprawionych księgach liturgicznych uznano za ważne. Przywódcy staroobrzędowców otrzymali szansę przedstawienia swoich poglądów, jednak było oczywistym, że nie mają szans przekonać do nich soboru. 13 maja 1667 stare obrzędy zostały publicznie uznane za herezję, zaś ich głosiciele ukarani – protopop Awwakum został pozbawiony stanu duchownego. Rosyjski Kościół Prawosławny nie tylko stwierdził, że wszyscy zwolennicy liturgii sprzed reform podlegają anatemie, ale i polecił przekazywać ich sądom świeckim, zgadzając się tym samym na ich prześladowania przez władze świeckie, czy wręcz zachęcając do nich.
Głównymi autorami dekretu ogłaszającego anatemę byli obecni na soborze na zaproszenie cara hierarchowie patriarchatów starożytnych, narodowości greckiej. Patriarcha moskiewski i całej Rusi Joazaf II, wybrany po wygnaniu Nikona, nie miał praktycznie żadnego wpływu na ich decyzje. Klątwa rzucona na staroobrzędowców, podobnie jak wcześniejsze wygnanie Nikona, została zainspirowana przez cara Aleksego I. Pragnął on na nowo zdefiniować relacje państwa i Kościoła, doprowadzając do podległości Cerkwi wobec władzy świeckiej, likwidując zarówno tendencje do wzmacniania jej znaczenia (których rzecznikiem był Nikon), jak i otwarty bunt przeciwko zarządzeniom wyższej władzy duchownej (jakiego dopuścili się staroobrzędowcy).
W ocenie części autorów ekskomunikując staroobrzędowców Cerkiew rosyjska straciła najaktywniejszych i najpobożniejszych wyznawców. Nicholas Riasanovsky uważa ten pogląd za częściowo przesadzony. Historycy nie mają natomiast wątpliwości, że raskoł ułatwił carom ostateczne podporządkowanie Rosyjskiego Kościoła Prawosławnego państwu, co nastąpiło w XVIII w.

### Represje wobec staroobrzędowców w II poł. XVII w.
Po zakończeniu soboru władze carskie podjęły zmasowane represje przeciwko staroobrzędowcom. Pragnąc za wszelką cenę zlikwidować raskoł, stosowały wobec nich kary zesłania, konfiskaty majątków, chłosty i innych tortur. W 1667 przeciwko zreformowanym obrzędom zbrojnie wystąpili mnisi Monasteru Sołowieckiego. Oblężenie zbuntowanego klasztoru trwało do 1676, gdy wojska carskie zajęły go dzięki zdradzie jednego z obrońców. Większość mnichów została ukarana śmiercią.

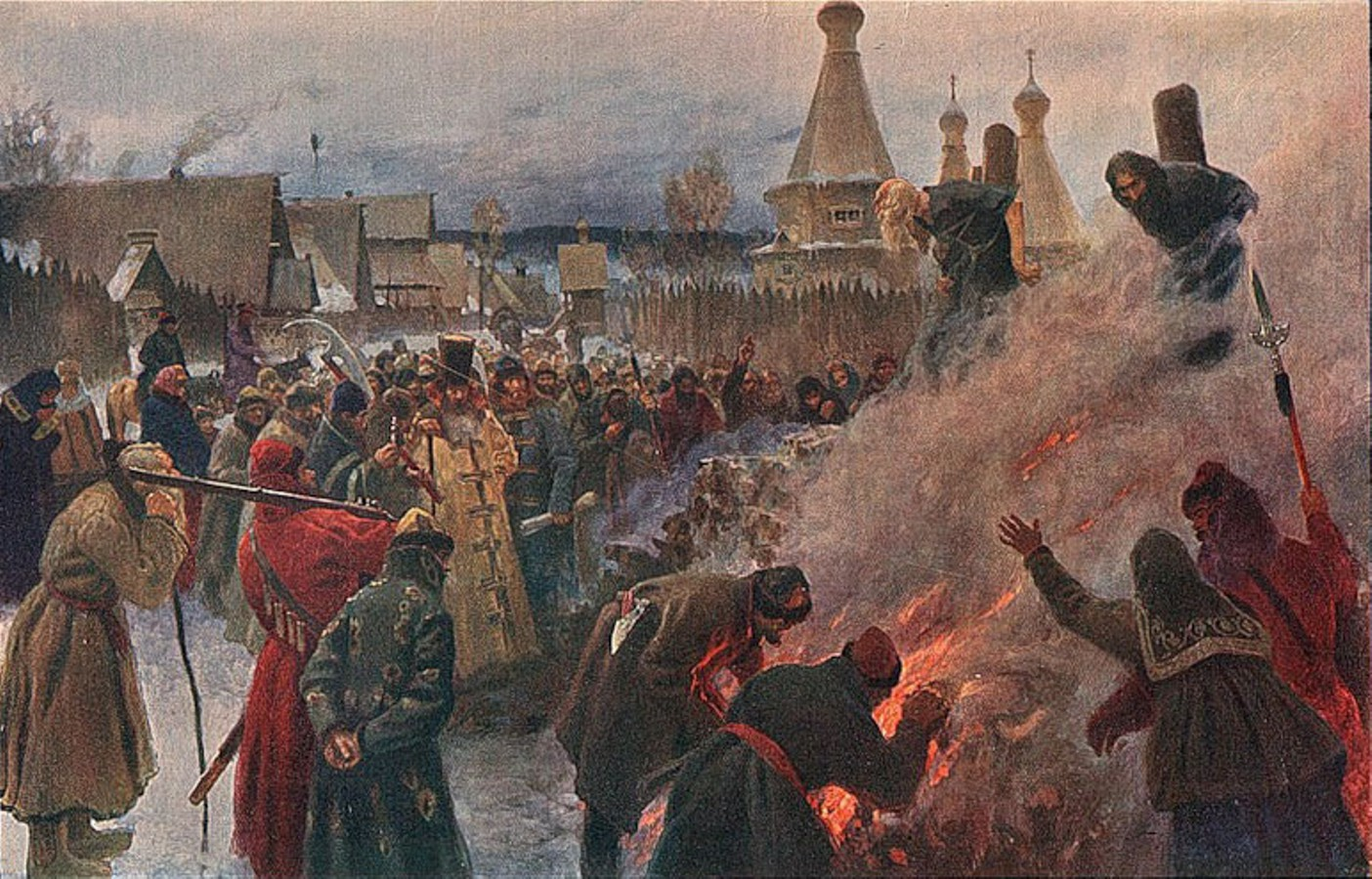
Spalenie protopopa Awwakuma, obraz Piotra Miasojedowa

Protopop Awwakum Pietrow, diakon Fiodor, pop Jepifanij oraz protopop Łazar zostali osadzeni w Pustoziorsku w podziemnym więzieniu. Trzem ostatnim odcięto język i palce prawej ręki. Więźniowie zachowali jednak prawo korespondencji; treść ich listów do zwolenników starych obrzędów oraz supliki do cara, z apelami o cofnięcie reformy Nikona, przedstawia podstawowe założenia teologii staroobrzędowców. 14 kwietnia 1682, na mocy decyzji soboru biskupów Rosyjskiego Kościoła Prawosławnego na czele z patriarchą Joachimem, osadzeni w Pustoziorsku zostali spaleni na stosie.

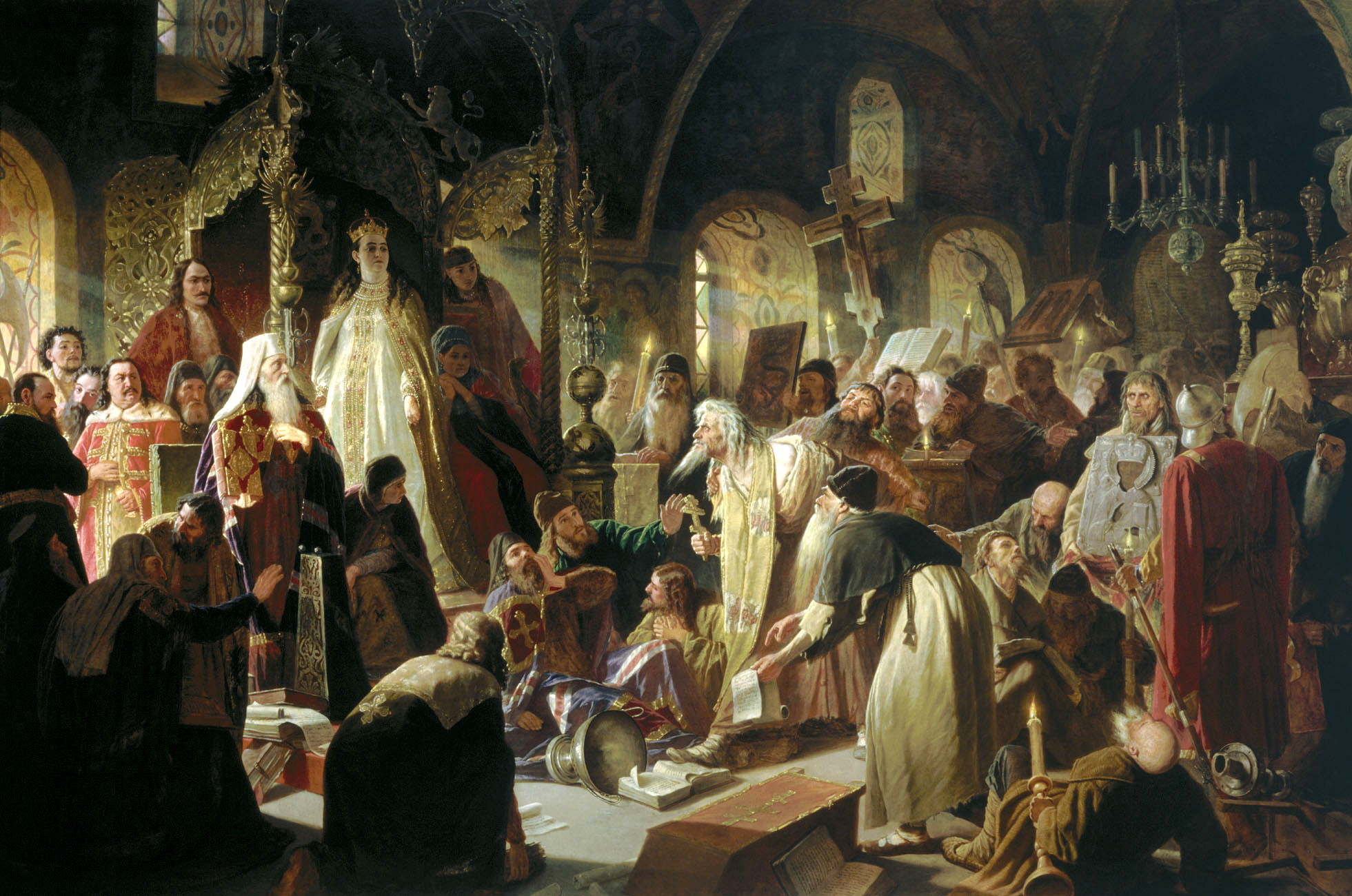
Spór o wiarę, obraz Wasilija Pierowa przedstawiający dyskusję o prawdach wiary prawosławnej między staroobrzędowym duchownym Nikitą Pustoswiatem (w środku, z krzyżem) a patriarchą Joachimem (stoi po lewej, w białym kłobuku)

W maju tego samego roku, po nieoczekiwanej śmierci cara Fiodora III w Moskwie wybuchł bunt strzelców pod dowództwem Iwana Chowańskiego. Poparł on staroobrzędowców, którzy cieszyli się wśród strzelców znaczną sympatią. 5 lipca 1682 delegacja starowierców na czele z Nikitą Pustoswiatem przedstawiła patriarsze Joachimowi i regentce Zofii żądania anulowania reform Nikona. Między Nikitą a patriarchą doszło do otwartej dyskusji. Staroobrzędowcy ogłosili zebranym tłumom, że ich argumenty okazały się bardziej przekonujące, jednak bunt strzelców został ostatecznie stłumiony, jego uczestnicy poddani represjom, Nikita Pustoswiat stracony 11 lipca 1682. Prestiż Rosyjskiego Kościoła Prawosławnego był w tym okresie na tyle podupadły, że staroobrzędowcy między majem a lipcem 1682 prowadzili w Moskwie ożywioną działalność kaznodziejską. Patriarchat Moskiewski mógł skutecznie bronić swojej pozycji tylko dzięki pomocy władz państwowych.
W tym samym roku władze duchowne, pragnąc zniszczyć ośrodki staroobrzędowe poza Moskwą, opracowały instrukcje dla kapłanów, nakazujące im informowanie biskupów o wiernych uchylających się od sakramentów w cerkwiach prawosławnych. Regentka Zofia jeszcze zaostrzyła prześladowania staroobrzędowców, wprowadzając w 1684 następujące kary za trwanie przy obrzędach sprzed reformy: chłostę, kary grzywny, konfiskatę mienia, nadzór administracyjny, karę śmierci. Rezultatem był wzrost fanatyzmu wśród starowierców. Nasiliły się ich ucieczki w trudno dostępne regiony kraju, gdzie mogli tworzyć własne kolonie. Najbardziej fanatyczni wśród staroobrzędowców dokonywali rytualnych samospaleń, traktowanych jako oczyszczenie w ogniu i ucieczka przed światem opanowanym przez Antychrysta.
Prześladowaniom towarzyszyły ostre polemiki, w których obydwie strony zarzucały sobie herezję, niszczenie Kościoła i kontakty z Żydami (w literaturze staroobrzędowej o soborze moskiewskim pisano jako o zorganizowanym przez Żydów, w prawosławnej – oskarżano starowierców o dopuszczanie Żydów do sprawowania nabożeństw).
W 1689 patriarcha Joachim wydał kolejny dekret, nakazując zapobieganie ucieczkom staroobrzędowców do lasów, niszczenie ich osiedli, sprzedawanie majątku i wysyłanie go do Moskwy. Rezultatem konsekwentnego zaostrzania prześladowań były pierwsze ucieczki starowierców za granicę – do Rzeczypospolitej, Szwecji i Kurlandii. Ucieczki staroobrzędowców stały się jeszcze częstsze po reformach Piotra I, wprowadzających w Rosji zachodnie obyczaje. Car ten przerwał jednak prześladowania prowadzone w czasach jego poprzedników, dopuszczając, by starowiercy organizowali kolonie i wspólnoty i nie ingerując w ich wewnętrzne funkcjonowanie. Mimo tego w XVII w. i połowie XVIII w. poza granicami Rosji znalazł się milion staroobrzędowców.

### XVIII w.
Katarzyna I, Piotr II i Anna kontynuowali politykę względnej tolerancji wobec staroobrzędowców. Caryca Elżbieta natomiast potwierdziła w 1745 dekret Świątobliwego Synodu Rządzącego uznający decyzje soboru moskiewskiego za pozostające w mocy. Piotr III, wstępując na tron, ogłosił, że starowiercy powinni być traktowani tak samo, jak członkowie Rosyjskiego Kościoła Prawosławnego. Natomiast Katarzyna II, uznając ich za pracowitych i pożytecznych poddanych, ogłosiła w 1762 całkowite zalegalizowanie kultu staroobrzędowego, zaś dwa lata później zezwoliła starowiercom legalnie wstępować do stanu kupieckiego. W okresie jej panowania powstały pierwsze wielkie wpływowe rodziny starowierców zajmujące się handlem i prowadzące prywatne przedsiębiorstwa. Ich właściciele zatrudniali swoich współwyznawców, także zbiegłych chłopów, przyczyniając się do tworzenia skupisk staroobrzędowców w miastach. W 1771 Ilja Kawylin założył w Moskwie kolonię fiedosiejewców, nazwaną Cmentarzem Przemienienia Pańskiego. W tym samym roku swoją wspólnotę, tzw. Cmentarz Rogoski, założyli w stolicy kraju popowcy; w tym samym stuleciu w Moskwie pojawili się także pomorcy, których ośrodek przybrał nazwę Kaplicy Monińskiej.
Paweł I tolerował popowców (w 1800 zaprosił ich przedstawicieli do odprawienia nabożeństwa w kaplicy domowej pałacu carskiego), podczas gdy przywódców bezpopowców, których uważał niebezpiecznych dla państwa, nakazał aresztować.

#### Jednowiercy
Polityka tolerancji wobec staroobrzędowców przyjęta przez kolejnych władców Rosji w XVIII stuleciu zaowocowała powrotem części z nich do Rosyjskiego Kościoła Prawosławnego, z zachowaniem tradycyjnych obrzędów. Zasady funkcjonowania tej wspólnoty, określanej jako jednowiercy, sformułował metropolita moskiewski Platon, zaś zatwierdził w 1800 car Paweł I. Jednowiercy otrzymali prawo do korzystania z ksiąg liturgicznych według wzorów sprzed reformy Nikona. Osoby ochrzczone w Rosyjskim Kościele Prawosławnym nie mogły dołączać do tej grupy.

### XIX w.
Aleksander I, po wstąpieniu na tron, nakazał zwolnienie uwięzionych przez ojca bezpopowców i również powstrzymał się od nakładania ograniczeń na staroobrzędowców, w imię polityki liberalizmu. W toczącej się w I poł. XIX w. dyskusji między słowianofilami i okcydentalistami kwestia staroobrzędowa nie była szerzej podejmowana. Jedynie członkowie pierwszej z wymienionych grup uczestniczyli w publicznych debatach ze starowiercami, reprezentanci drugiej uznawali ich za ludzi „opóźnionych cywilizacyjnie”.
Mikołaj I uznał staroobrzędowców za ruch groźny przede wszystkim z punktu widzenia politycznego. Za jego rządów, z inicjatywy władcy, opracowano klasyfikację rosyjskich ruchów religijnych, oceniając je pod kątem ewentualnej „szkodliwości społecznej”. Staroobrzędowcy zostali zaliczeni do sekt pozostających pod stałym nadzorem policyjnym. W 1853 agent III Oddziału I. Liprandi opracował memoriał charakteryzujący „rozłamowców, heretyków i sekty” funkcjonujące we współczesnej mu Rosji oraz ocenił stopień ich antypaństwowego nastawienia. W tekście tym za politycznie niebezpiecznych uznano bezpopowców, oceniając popowców wyłącznie jako związek wyznaniowy; jedynym problemem związanym z nimi było podporządkowanie hierarsze rezydującemu na terytorium Austrii. Rok później policja rosyjska zniszczyła większość zabudowań Pustelni Wygowskiej i zmusiła wszystkie osoby urodzone poza jej terytorium do wyjazdu, doprowadzając do całkowitej likwidacji wspólnoty.
W obliczu opisywanych represji jednowierstwo, dotąd nie szerzące się z zakładanym przez władze powodzeniem, stało się za panowania Mikołaja I ruchem poważnym liczebnie. Do grupy tej dołączali staroobrzędowcy utrzymując się z handlu i przemysłu, obawiając się konfiskaty majątku. Część starowierców została do tego zmuszona. W październiku 1854 Mikołaj I ogłosił usunięcie z gildii kupieckich i wygnanie z Moskwy wszystkich staroobrzędowców, którzy nie zgodzili się zostać jednowiercami. Dokonano również przeszukań w należących do nich obiektach. Podobne środki zastosowano w innych guberniach. Następca Mikołaja I, Aleksander II, w 1856 nakazał opieczętować budynki wspólnot staroobrzędowych w Moskwie (tzw. cmentarze). Starowiercy odzyskali je dopiero po 1905. W II poł. XIX w., dzięki ponownemu złagodzeniu represji, wielu staroobrzędowców założyło własne przedsiębiorstwa, odgrywając znaczną rolę w rozwoju przemysłu w Rosji i wspierając biedniejszych współwyznawców. Mimo prawnego zakazu porzucania prawosławia, w latach po reformie uwłaszczeniowej Aleksandra II ok. 25 tys. chłopów przyłączyło się do wspólnot staroobrzędowych.
W 1881, na krótko po zabójstwie cara Aleksandra II Świątobliwy Synod Rządzący wydał broszurę, w której staroobrzędowców określono jako wewnętrznego wroga Rosyjskiego Kościoła Prawosławnego, z którym wszelkie porozumienie jest niemożliwe. W ocenie Synodu legalizacja starowierczych związków wyznaniowych oznaczałaby zgodę na propagowanie nienawiści wobec prawosławia. Mimo tego car Aleksander III, idąc za radą Iwana Aksakowa i Michaiła Katkowa (traktujących staroobrzędowców jako wyrazicieli czysto rosyjskich tradycji) jeszcze w tym samym roku przyjął delegację starowierów i obiecał, że poprawi ich sytuację. Od 1883 staroobrzędowcy mogli swobodnie wznosić cerkwie, wykonywać wszystkie zawody, w tym pracować w administracji państwowej. Zabronione pozostało jedynie prowadzenie działalności ukierunkowanej na pozyskanie nowych wyznawców, publiczne procesje i bicie w dzwony oraz wydawanie prasy religijnej. Na przełomie XIX i XX w. Rosyjski Kościół Prawosławny ponownie zażądał od cara, by ten prawnie usankcjonował represje wobec staroobrzędowców, w tym konfiskatę ich majątków i wychowywanie ich dzieci w wierze prawosławnej.

### Po ogłoszeniu aktu tolerancyjnego

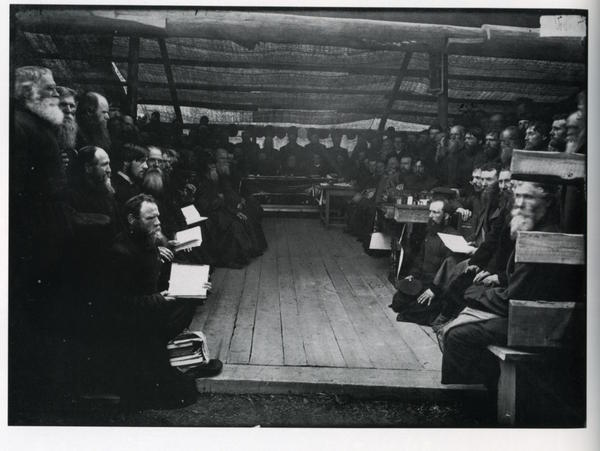
Zjazd staroobrzędowców w Niżnym Nowogrodzie, początek XX wieku

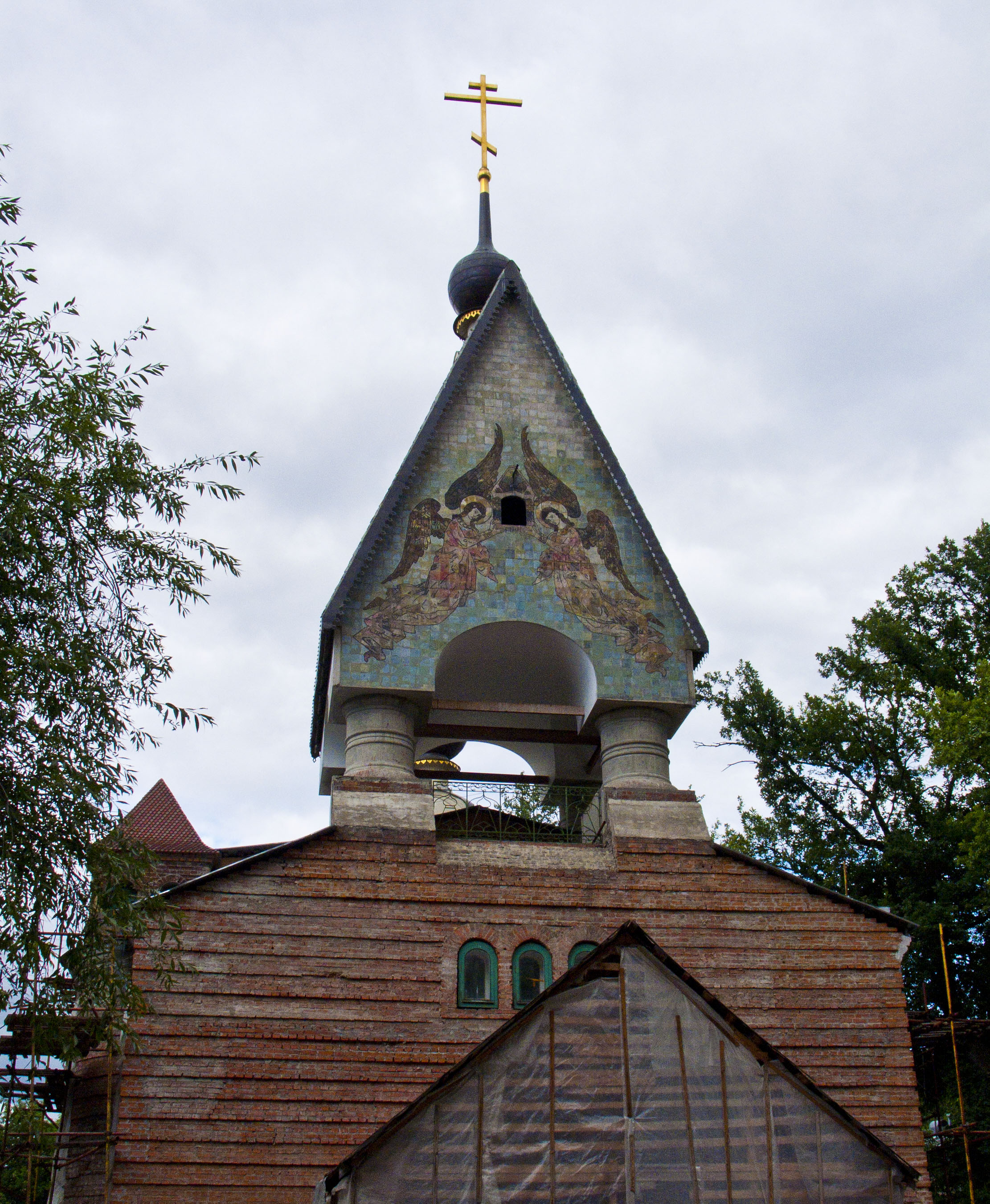
Pomorska molenna Zmartwychwstania Pańskiego i Opieki Matki Bożej w Moskwie, pierwsza świątynia staroobrzędowa wzniesiona w Moskwie po wydaniu w 1905 ukazu tolerancyjnego

Wszelkie ograniczenia wobec staroobrzędowców zostały ostatecznie zniesione dekretem tolerancyjnym z 1905. Od tego samego roku w Rosji zaczęła wychodzić prasa starowiercza. W 1910 rangę głównego organu prasowego wszystkich staroobrzędowców niezależnie od kierunku przejęło pismo Staroobriadczeskaja Mysl wydawane w Borowsku. Liczebność staroobrzędowców w Rosji przed upadkiem caratu jest przedmiotem dyskusji. Różni autorzy, bazując swoje szacunki na oficjalnych wykazach staroobrzędowców oraz na wynikach spisów ludności w Imperium Rosyjskim oceniają ją na 10 do 25 mln. Trudnością dla badaczy zagadnienia jest fakt, że część starowierców, w obawie przed represjami, nie przyznawała się do swojego wyznania. Spis ludności z 1897 wykazał liczbę 2 204 590 staroobrzędowców, co według Leonida Polakowa jest liczbą znacznie zaniżoną. W 1910 gazeta Russkoje Słowo oceniła ich liczebność na 50 mln. Staroobrzędowy publicysta I. Kiriłłow pisał o 12 mln swoich współwyznawców.
W ostatnich latach istnienia Imperium Rosyjskiego Rosyjski Kościół Prawosławny i staroobrzędowe związki wyznaniowe prowadziły otwarte polemiki i dyskusje. W 1913, w czasie ogólnopaństwowych uroczystości 300 lat panowania Romanowów, staroobrzędowcy przypominali, iż pierwsi Romanowowie kultywowali obrzędy, jakie zachowały ich wspólnoty. Twierdzili również, że to oni zachowali czysto rosyjską tradycję religijną, podczas gdy w Cerkwi urzędowej w różnych okresach pojawiały się wpływy obce. W miastach rosyjskich organizowano publiczne debaty między staroobrzędowcami i prawosławnymi. W 1913 takie wydarzenie w Rydze obserwowało 18 tys. starowierców i 50 tys. prawosławnych. Równocześnie rozwój nauki i techniki oraz zmiany obyczajowe miały pewien wpływ na społeczność staroobrzędową, m.in. na początku XX w., zwłaszcza wśród popowców, część mężczyzn zarzuciła tradycyjny obyczaj noszenia brody.
Klęski Rosji w I wojnie światowej ożywiły nastroje apokaliptyczne wśród starowierców. Pojawiły się wśród nich głosy, iż nadejście Antychrysta i drugie przyjście Chrystusa są bliskie.

### Po 1917
Większość staroobrzędowców negatywnie przyjęła rewolucję październikową. Duchowni i wierni popowców czynnie poparli ruch Białych. Byli obecni w armii adm. Aleksandra Kołczaka, zaś ich wspólnoty miały na terenach kontrolowanych przez nią status równorzędny z parafiami prawosławnymi. Pismo Sibirski Staroobriadiec, wydawane w Barnaule, zaangażowało się w prowadzenie propagandy antybolszewickiej. Mimo to w pierwszych latach władzy bolszewickiej starowiercze związki wyznaniowe nie zostały poddane represjom porównywalnym z kampanią wymierzoną w Rosyjski Kościół Prawosławny. W 1922 Rosyjska Prawosławna Cerkiew Staroobrzędowa (hierarchia białokrynicka) zaapelowała do wiernych o zaakceptowanie władzy radzieckiej. Rok później wśród popowców doszło do rozłamu, gdy dwóch biskupów prawosławnych (Mikołaj (Pozdniew) i Stefan (Rastorgujew)) powołało do życia konkurencyjną wobec istniejących dotąd struktur Rosyjską Cerkiew Staroprawosławną. Według badań Władimira Boncza-Brujewicza w 1922 na terenie ZSRR przebywało 20 mln staroobrzędowców.
Kolektywizacja w ZSRR przyniosła staroobrzędowcom szczególne straty – wielu z nich było zamożnymi chłopami i zostało poddanych represjom jako kułacy. Starowiercy protestowali również przeciwko siłowemu przyłączeniu do kołchozów. W regionie Woroneża w 1929 przywódcy miejscowej wspólnoty zostali skazani na śmierć z tego powodu, zaś blisko dwa tysiące jej członków zostało skazanych na kary łagru. Do mniejszych buntów doszło na wschodniej Syberii. Starowiercy doszli do przekonania, że kołchozy są dziełem Antychrysta i należy bronić się przed nimi wszelkimi środkami. Kolektywizacja doprowadziła ponadto do zniszczenia tradycyjnych skupisk staroobrzędowych, ich rozproszenia, a w szerszym kontekście walki z każdą religią – do postępującej laicyzacji. Równocześnie w Związku Radzieckim prowadzone były szeroko zakrojone badania kulturoznawcze, etnograficzne i historyczno-literackie nad tą wspólnotą.
Zmasowane prześladowania religijne prowadzone w ZSRR w latach 30. XX w. sprawiły, że życie religijne starowierców zeszło do podziemia. Związki wyznaniowe popowców straciły wszystkich biskupów, skazanych na śmierć i straconych. W Moskwie funkcjonowała nielegalna szkoła lektorów i drukarnia. Po ataku Niemiec na ZSRR w 1941 w społeczności tej na nowo pojawiły się nastroje apokaliptyczne. Kolportowane nielegalnie apele wzywały staroobrzędowców do dezercji z Armii Czerwonej i osiedlania się w lasach. W latach 1943–1947 władze radzieckie wykryły kilka tego typu tajnych kolonii w lasach Rosyjskiej FSRR, jeszcze w 1964 dwa takie osiedla odkryto na terenie Kazachskiej i Uzbeckiej SRR.
Po zakończeniu II wojny światowej liczba staroobrzędowców zamieszkujących w ZSRR wzrosła dzięki aneksji Litwy, Łotwy i Estonii, na terenie których żyły znaczne wspólnoty starowierskie (łącznie 200 tys. bezpopowców). Mimo tego ich liczba w 1960 była szacowana na jedynie milion wiernych, z czego połowa należała do hierarchii białokrynickiej.
W 1971 Sobór Lokalny Rosyjskiego Kościoła Prawosławnego, na wniosek metropolity leningradzkiego i nowogrodzkiego Nikodema, zdjął anatemę ze staroobrzędowców. Nawiązano wówczas stosunki międzykościelne z hierarchią białokrynicką. W momencie upadku ZSRR na terytorium tego państwa przebywało ok. trzech milionów starowierców.

### W Rosji po 1991

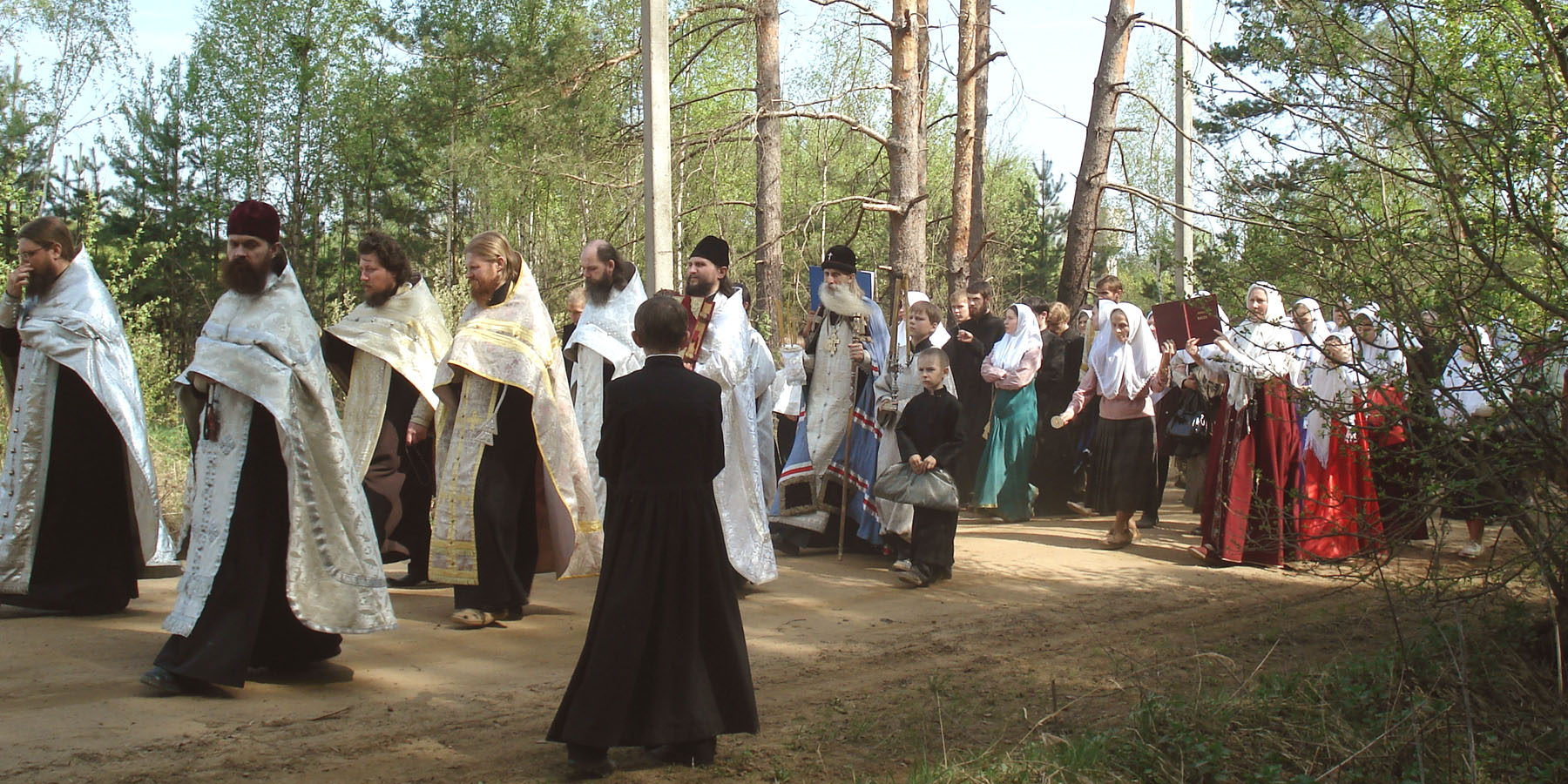
Nabożeństwo staroobrzędowe w obwodzie moskiewskim, 2008

Według danych z końca XX wieku na całym świecie żyją 3 mln staroobrzędowców, z czego 2 mln przebywają na terytorium Federacji Rosyjskiej. Najliczniejszym staroobrzędowym związkiem wyznaniowym jest Rosyjska Prawosławna Cerkiew Staroobrzędowa (patrz sekcja: hierarchia białokrynicka), przynależność do której deklaruje milion osób. Druga tradycyjna hierarchia popowska, tzw. hierarchia nowozybkowska (Rosyjska Cerkiew Staroprawosławna) według różnych szacunków liczy 100-500 tys. lub 400-800 tys. wyznawców (ostatnią liczbę podaje sam Kościół). W 2000 od wymienionej hierarchii oderwała się Rosyjska Cerkiew Staroprawosławna – Biskupstwo Kurskie, której wierni żyją w obwodzie kurskim i w Kraju Krasnodarskim. Na terenie Rosji przetrwali również przedstawiciele bezpopowców: pomorcy (800 tys.), czasowiennyje (300 tys.), spasowcy (40 tys.), fiedosiejewcy (10 tys.), filiponi (250-300 osób), strannicy i niechrzczeńcy (liczba nieustalona).

## Doktryna
Staroobrzędowcy zachowują całość nauczania Rosyjskiego Kościoła Prawosławnego (a w konsekwencji wszystkich kanonicznych Kościołów prawosławnych) w zakresie dogmatyki i teologii moralnej. Uważają się jednak za jedyne wyznanie głoszące prawdziwą naukę chrześcijańską, twierdząc, iż Cerkiew rosyjska sprzeniewierzyła się jej w momencie zmodyfikowania swoich obrzędów. Zachowywanie rosyjskich obrzędów i tekstów liturgicznych (w języku cerkiewnosłowiańskim) sprzed reformy w formie niezmienionej w żaden sposób jest podstawowym obowiązkiem wyznawców „starego obrzędu” wszystkich odłamów.

### Teologia pierwszych ideologów staroobrzędowych

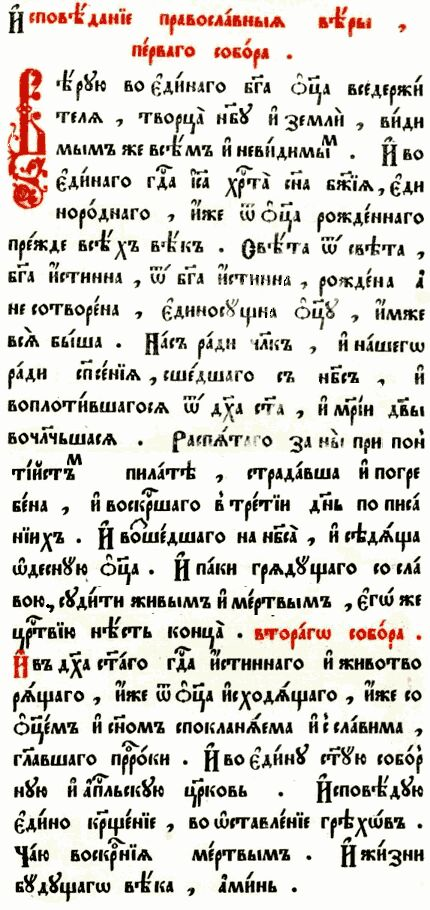
Tekst staroobrzędowego Symbolu Wiary

#### Moskwa jako Trzeci Rzym
Siedemnastowieczni ideolodzy starej wiary nie mieli wątpliwości, że Moskwa jest Trzecim Rzymem w myśl koncepcji mnicha Filoteusza z Pskowa i Opowieści o białym kłobuku. Konsekwentnie staroobrzędowcy powoływali się także na koncepcję Świętej Rusi, twierdząc, że poza nią nie ma już prawdziwego prawosławia, gdyż wszędzie zostało ono zdeformowane przez wpływy katolickie i muzułmańskie. W ich ocenie nie było zatem powodu, by cokolwiek zmieniać w prawosławiu ruskim. Jako uzasadnienie wyjątkowości prawosławia ruskiego przywoływano także legendę o pobycie św. Andrzeja Apostoła na miejscu późniejszego Kijowa i udzieleniu przez niego chrztu miejscowej ludności. Twierdzono również, że ogromna liczba świętych wywodzących się z ziem ruskich potwierdza świętość Rusi jako takiej.
Ogłoszenie starej wiary herezją w 1667 staroobrzędowcy uznali za zanegowanie dorobku religijnego Rusi w ogóle. Polemizując z postanowieniami soboru moskiewskiego, przedstawiali przede wszystkim dwa poglądy: o heretyckim (zainspirowanym katolicyzmem) charakterze reform Nikona oraz o świętości Rusi, błędnie odrzuconej przez hierarchię kanonicznej Cerkwi.

#### Staroobrzędowcy jako jedyni spadkobiercy Świętej Rusi
W miarę upadku wiary w dobroć i prawość Aleksego I w piśmiennictwie staroobrzędowym pojawia się przekonanie, iż tylko wyznawcy starej wiary są reprezentantami prawdziwej religii. Działają oni jednak we wrogiej przestrzeni – Ruś straciła atrybut świętości i stała się obszarem działania złych duchów. Duch Świętej Rusi może zostać czasowo odtworzony w małych wspólnotach staroobrzędowych, o ile będą one zachowywały zasady wiary. Pogląd ten wyłożono w Powieści o widzeniu mnicha Hipacego, opisującej szczególną opiekę boską nad Monasterem Sołowieckim, który konsekwentnie bronił starych obrzędów.
Cechą charakterystyczną tekstów pierwszych staroobrzędowców jest również konsekwentnie sytuowanie własnej grupy wyznaniowej w opozycji do kanonicznej Cerkwi. Jej członkowie są w nich określani jako heretycy, odstępcy, słudzy Antychrysta, jak również padają pod ich adresem określenia wulgarne. Sami staroobrzędowcy definiowali się po prostu jako prawosławni chrześcijanie, Cerkiew Chrystusowa, lub w nawiązaniu do Starego Testamentu nazywali siebie Syjonem, Domem Izraela i Nowym Izraelem.

#### Antyintelektualizm
Staroobrzędowcy całkowicie odrzucali świeckie wykształcenie i filozofię, przeciwstawiając je „głupstwu dla Chrystusa” – wyrzeczeniu się całego świata doczesnego. Uzasadniając swój antyintelektualizm, posługiwali się tekstami działających w I Rzeczypospolitej polemistów antyunickich, głoszących chwałę „prostej, pogrążonej w niewiedzy, pokornej”, lecz niezachwianie wiernej prawdziwej wierze Rosji. Jeszcze przed reformami Nikona pojawiło się przekonanie, że przejęcie przez Kościół prawosławny łacińskiego sposobu uprawiania teologii i dopuszczenie do upowszechniania się filozofii na wzór zachodni otworzy drogę do nadejścia Szatana. Staroobrzędowcy chętnie przywoływali również słowa Efrema Syryjczyka, zapowiadającego zagładę tych, którzy nie kierują się w życiu zasadą prostoty Chrystusowej. Dostrzegalny jest również wyraźny związek między wrogością staroobrzędowców wobec rozumu a ruską tradycją kultu szaleńców dla Chrystusa, jurodiwych, którzy swoim zachowaniem łamali wszelkie normy społeczne.
Antyintelektualne poglądy starowierców podsumował Awwakum Pietrow, pisząc w swojej autobiografii

dialektyki i retoryki, i filozofii się nie uczyłem, ale rozum Chrystusowy w sobie mam

#### Wiara w rychłe nadejście Antychrysta
W tekstach pierwszych staroobrzędowców powraca motyw utraty łaski bożej przez państwo rosyjskie i opanowania go przez diabła. Przyczyną tego stanu rzeczy ma być heretycka reforma Nikona. Zsyłając na Świętą Ruś nieszczęścia, Bóg pragnie dać do zrozumienia, że jej nie pochwala, natomiast w przypadku cofnięcia zmian poprawiłby los Rosji. Naśladując jurodiwych, którzy mogli krytykować nawet samego cara, starowiercy apelowali do niego o usunięcie Nikona z urzędu patriarchy (przed 1666), a następnie o powrót do obrzędów sprzed reformy. Początkowo autorzy tego typu tekstów wierzyli, że Aleksy I nie zdaje sobie sprawy z sytuacji i jest zwodzony przez Nikona. Pogląd ten uległ jednak zmianie. Awwakum Pietrow doszedł do przekonania, że car rozumiał, co działo się w kraju i nie może być traktowany jako namaszczony przez Boga władca.
Interpretację reformy Nikona jako odstępstwa, które poprzedza bezpośrednio nadejście Antychrysta przedstawił Spiridion Potiemkin, inspirując się z kolei koncepcją Zachariasza (Kopysteńskiego) o trzech etapach pochłaniania prawdziwej wiary przez szatana. Zdaniem tego ostatniego pierwszego odstępstwa dopuścił się Kościół zachodni poprzez wprowadzenie filioque, drugiego – prawosławna hierarchia I Rzeczypospolitej zgadzając się na unię brzeską i wprowadzenie do unickich cerkwi wyznania wiary z tym dodatkiem. Spiridion Potiemkin uznał Nikona za sprawcę odstępstwa trzeciego; miało się ono dokonać w momencie zmiany formuły wieruju w Ducha Swiatogo istinnogo i żywotworiaszczago na wieruju w Ducha Swiatogo, Gospoda żywotworiaszczago. Innym rozwinięciem idei Zachariasza (Kopysteńskiego) było przejęcie od niego poglądu, że w Rosji – jedynym prawdziwie chrześcijańskim państwie na świecie – Antychryst pojawi się w 1660, sześć lat później zaś nastąpi koniec świata. Spiridion Potiemkin starał się udowodnić, że reforma Nikona stanowiła przygotowanie do obydwu tych wydarzeń. Ignacy Sołowiecki i Kosma Kosoj wskazywali rok 1666 jako moment pojawienia się Antychrysta. Z kolei protopop Awwakum Pietrow dowodził po tej dacie, że Antychryst jeszcze nie pojawił się na ziemi, a jedynie kierował tam swoje sługi, zaś mnich Abraham podawał datę 1688 jako moment pojawienia się Antychrysta. Pierwsi staroobrzędowcy spierali się ze sobą co do czasu i miejsca przybycia oraz samej natury Antychrysta, przez co nie wypracowali jednej wspólnej doktryny.

#### Przepowiednie dotyczące końca świata
Staroobrzędowcy przejęli z Apokalipsy przekonanie, iż po nadejściu Antychrysta na ziemię zapanuje on nad nią przez 1260 dni, następnie zaś będzie miał miejsce koniec świata. Próby dokładnego ustalenia jego terminu podjął się jedynie mnich Abraham, wskazując datę 1691. Inni przywódcy pierwszych staroobrzędowców radzili wiernym, by skupili się na cnotliwym życiu w teraźniejszości. Dopuszczali przy tym możliwość odsunięcia końca świata, jeśli car zdecyduje się na powrót do obrzędów ruskich. Z czasem uznali jednak, że scenariusz taki jest mało prawdopodobny i doszli do wniosku, że koniec świata jest bliski, a oni sami są niewielką grupą wiernych przygotowaną na ten moment. Protopop Awwakum i diakon Fiodor wielokrotnie wzywali wiernych do duchowej czujności i trzeźwości, by przez brak rozwagi nie zostać zwiedzionym przez siły diabelskie. Opisywali przy tym próby, jakimi w ostatnich momentach przed Sądem Ostatecznym będą poddawani wierni. Z jednej strony wzywali, by nie dać się złamać w tym ostatecznym momencie, z drugiej – zapewniali o stałej pomocy bożej, która zagwarantuje nieugiętym chrześcijanom zbawienie.

## Podział ruchu staroobrzędowego. Najważniejsze nurty i struktury
Już po kilku dekadach od soboru moskiewskiego, na przełomie XVII i XVIII w. problemem ruchu staroobrzędowego stał się brak duchownych, których nie miał kto wyświęcać. Część staroobrzędowców, przywiązana do sakramentów, zdecydowała się pozyskiwać kapłanów z grona duchownych prawosławnych, przekonując ich do słuszności swojego wyznania i przeprowadzając ponowny chrzest. Druga grupa uznała, że kapłaństwo instytucjonalne nie jest potrzebne wiernym do zbawienia, gdyż jako mistyczny przewodnik służyć im może sam Chrystus. W ten sposób ukonstytuował się nurt bezpopowców. Za początek jego historii uważa się sobory staroobrzędowców w Nowogrodzie w 1692 i 1694, których uczestnicy postanowili całkowicie zrezygnować z duchowieństwa.

### Bezpopowcy
Wśród bezpopowców brak duchowieństwa i hierarchii sprzyjał dalszym podziałom na tle sporów doktrynalnych i liturgicznych. Wszystkie nurty (wspólnoty) tego kierunku zgadzały się jednak co do zapanowania Antychrysta w świecie doczesnym, zniknięcia łaski bożej z Rosyjskiego Kościoła Prawosławnego i co za tym idzie nieważności sprawowanych w nim sakramentów. Głosiły natomiast pochwałę życia monastycznego z zachowaniem surowej ascezy.
Skupiska bezpopowców powstały w trudno dostępnych lasach na Syberii, w regionie kostromskim, wiaznikowskim i na Rosyjskiej Północy; wyznawcy starali się żyć w całkowitej izolacji i unikać kontaktu z osobami niebędącymi członkami wspólnot. Początkowo do grup tych dołączali ubodzy chłopi, później pojawili się wśród nich kupcy i przedsiębiorcy.

#### Najważniejsze wspólnoty bezpopowskie powstałe w XVIII w.

##### Pomorcy

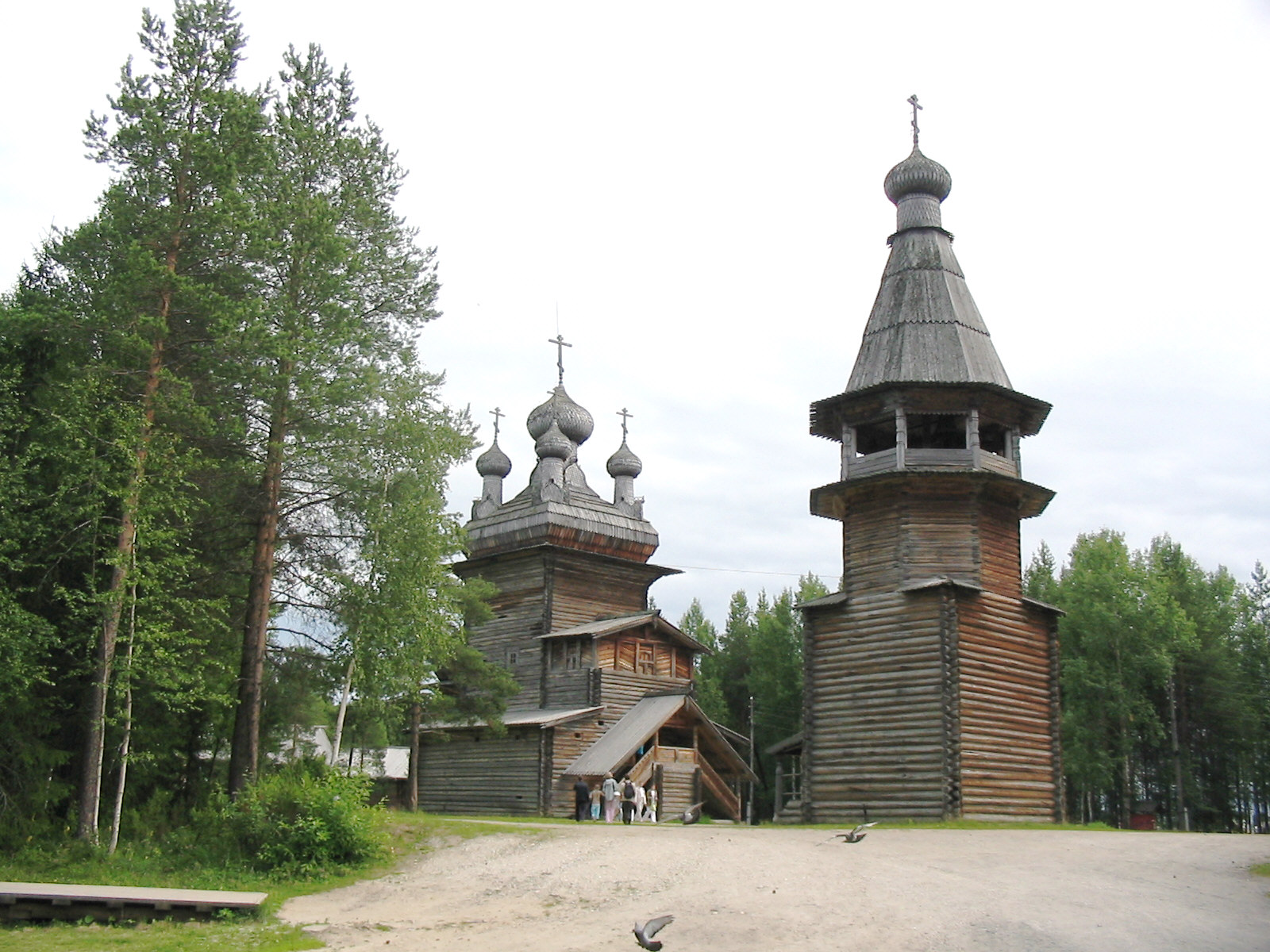
Cerkiew pomorców w skansenie Małyje Korieły

Wspólnota pomorców ukonstytuowała się w końcu XVII w. w regionie ołonieckim. Jej twórcy mieli kontakty z mnichami Monasteru Sołowieckiego oraz z biskupem kołomieńskim Pawłem. W 1695 mnich Daniel (Wikulin) założył Pustelnię Wygowską – staroobrzędowy klasztor nad rzeką Wyg, który stał się najważniejszym ośrodkiem kulturalnym starowierców w XVIII w.
Pomorcy traktowali członków Rosyjskiego Kościoła Prawosławnego jako odstępców, których przyjęcie do wspólnoty staroobrzędowej wymagało powtórzenia chrztu. Uznawano natomiast śluby mnisze złożone w tymże Kościele. Pomorcy odrzucili małżeństwo. Pary małżeńskie, które przystępowały do wspólnoty, rozwodzono i zobowiązywano do życia w czystości – do połowy XVIII w. współżycie płciowe potępiano w każdych okolicznościach. Początkowo odrzucano także tradycyjną w prawosławiu modlitwę za rządzących – wspomnienie cara pojawiło się w ich obrzędach dopiero po 1739. Pomorcy posługiwali się wyłącznie krzyżami z inskrypcją Car Sławy Isus Christos Syn Bożyij (Król Chwały Jezus Chrystus Syn Boży) zamiast INCI (Iisus Nazaren Car’ Iudiejskij; Jezus Nazareńczyk Król Żydowski). Uważali, że wierzący powinni być gotowi na każde poświęcenie w imię wiary, dopuszczali rytualne samobójstwa przez samospalenie.

##### Fiedosiejewcy
Wspólnota fiedosiejewska powstała w latach 90. XVII w. niezależnie od pomorców w regionie Pskowa i Nowogrodu. Jej twórcą był Fieodosij Wasiljew, potomek rodziny Urusowych. Początkowo fiedosiejewcy pozostawali w bliskich kontaktach z pomorcami, jednak w 1706, po wizycie w Pustelni Wygowskiej, ich przywódca zerwał z nimi stosunki. Przyczyną tego wydarzenia były różnice w stosunku do małżeństwa, żywności wytworzonej poza wspólnotą i przepisach co do wyglądu krzyży. Fiedosiejewcy potępiali współżycie płciowe, ale pozwalali małżonkom (sakrament musiał być im udzielony przed przystąpieniem do staroobrzędowców) na wspólne zamieszkiwanie, karali natomiast naruszenie zasady czystości. Posługiwali się krzyżami z inskrypcją INCI (Isus Nazaren Car’ Iudiejskij), po 1780 zrezygnowali z nich. Stanowczo odrzucali modlitwę za panującego, zaś żywność wytworzoną poza wspólnotą uznawali za nieczystą, o ile nie odmówiono nad nią specjalnych formuł modlitewnych z pokłonami.

##### Filiponi
Wspólnota filiponów powstała po rozłamie wśród mieszkańców Pustelni Wygowskiej. Mnich Filip, pełniący obowiązki spowiednika zakonników, zarzucił jej przełożonemu nadużycia władzy i podważanie jego autorytetu. Zyskał poparcie mniejszości mnichów i razem z nimi założył własny skit nad Umbą. Filiponi dopuszczali wykorzystywanie w praktyce liturgicznej krzyży bez żadnej inskrypcji, natomiast wszystkie ikony powstałe poza wspólnotą staroobrzędową traktowali jako pozbawione mocy. Kult Ikony Matki Bożej „Wszystkich Strapionych Radość”, ogłoszonej w 1688 cudotwórczą, odrzucali w ogóle. Potępiali wszelkie współżycie płciowe, pary małżeńskie rozwodzili i traktowali byłych małżonków jako rodzeństwo. Przyjęcie osoby wyznania prawosławnego do wspólnoty filipowców poprzedzał powtórny chrzest. Dopuszczano rytualne samobójstwa.
Pierwszy przywódca filiponów w 1742 dokonał samospalenia razem z grupą współwyznawców, nie chcąc wpuścić na teren skitu komisji rządowej, która miała zmusić staroobrzędowców do modlitw za cara. Wspólnota istniała jednak nadal, szybko zyskując nowych członków na ziemiach fińskich i w regionie archangielskim.

##### Strannicy
Około 1766 wyodrębnił się kolejny nurt bezpopowców – strannicy (bieguni). Podstawowym założeniem ich nauczania była niemożność walki z Antychrystem i konieczność ciągłej ucieczki przed nim. Powstanie tej grupy wiązało się z reformami Katarzyny II, zmierzającymi w kierunku prawnego zakończenia prześladowań staroobrzędowców i uregulowania ich sytuacji prawnej. Część bezpopowców doszła do wniosku, że funkcjonowanie w ramach panującego porządku prawnego uniemożliwia wyznawanie prawdziwej wiary, gdyż świat został opanowany przez Antychrysta.
Nauczanie stranników sformułował w latach 80. XVIII w. mnich Eutymiusz. Twierdził on, że wszyscy władcy Rosji, począwszy od Piotra I, są wcieleniami Antychrysta, a cała carska administracja i hierarchia Cerkwi to słudzy diabła. Aby zatem zachować wiarę chrześcijańską, w jego ocenie należało zerwać wszystkie kontakty ze światem zewnętrznym, w tym zrezygnować z dokumentów tożsamości i żyć w nielegalnych wspólnotach wyznawców. Strannicy głosili, że zbawienie zapewnia wyłącznie przynależność do ich grupy i przyjmowali do niej nowych członków przez powtórny chrzest (dotyczyło to zarówno prawosławnych, jak i staroobrzędowców pozostałych nurtów). Strannicy, stanowiący początkowo niewielką grupę, w XIX w. stali się znacznym liczebnie odłamem starowierców. Ich wspólnoty funkcjonowały na Uralu, Zachodniej Syberii, na Pomorzu i w Rosji centralnej.

#### Mniejsze grupy bezpopowców
- Na początku XIX w. na czele odrębnej wspólnoty bezpopowskiej stanął Wasilij Stiepanow, dając początek wspólnocie pastuchów. Głosił on konieczność rezygnacji z paszportów, potępiał samobójstwa rytualne, zabraniał zawierania związków małżeńskich i posługiwania się pieniędzmi[89].
- A. Aaronow, dawny filipon, w latach 60. XVIII w. porzucił dotychczasową wspólnotę i zaczął głosić dopuszczalność małżeństw, potępiał natomiast publiczne deklarowanie wyznania staroobrzędowego na potrzeby spisów państwowych. Jego zwolenników określono mianem aaronowców[89].
- Z fiedosiejewców wyodrębniła się w końcu lat 70. XVIII w. grupa babuszkińców, których przywódca Jepifanij Łaktionow wprowadził śpiew wierszy duchownych napisanych przez swoich zwolenników w miejsce tradycyjnych tekstów nabożeństw, umożliwił przystępowanie do chrztu bez wcześniejszego postu i nie traktował lektury psalmów i kanonów jako obowiązku[89].
- W pierwszej ćwierci XVIII w. powstała wspólnota samochrzczeńców, głoszących, iż prawdziwym chrześcijaninem zostaje się w momencie samodzielnego nałożenia krzyża i wypowiedzenia odpowiednich formuł; grupa ta podkreślała, że do zbawienia wystarczy wiara w nauczania bezpopowców, nie jest zaś potrzebna żadna widzialna forma kultu[89].
- W XVIII w. wykształcił się nurt spasowców (lub nietowców). Byli oni przekonani, że świat został już opanowany przez Antychrysta, toteż wszelkie działania na rzecz osiągnięcia zbawienia (także przyjmowanie sakramentów) są bezcelowe. Tylko bezwarunkowa łaska Zbawiciela (cs. Spasa) mogła ich zdaniem zapewnić życie wieczne[89].
- W XVIII w. powstała grupa czasowiennych (od czasowni, kaplic, w których się modlili). Twierdzą oni, że zanik kapłaństwa na ziemi, jaki zaistniał w wyniku reform Nikona, jest sytuacją czasową; odprawianie nabożeństw bez kapłanów traktowali jako rozwiązanie, z którego będzie można w przyszłości zrezygnować, stąd sprzeciwiali się klasyfikowaniu siebie jako bezpopowców[89].
- W XIX w. uformowała się grupa melchizedekowców. Ich nauczanie zakładało, że prawdziwi kapłani zniknęli po wprowadzeniu reform Nikona, jednak przyjmowanie sakramentów świętych nadal jest niezbędnym warunkiem zbawienia. W czasie swoich nabożeństw ustawiali chleb i wino przed ikonami, modlili się (w dowolny sposób), a następnie spożywali je jako komunię świętą[89].
- Na początku XX w. zaczęła swoją działalność grupa titowców, których pierwszym przywódcą był Tit Tarasowicz. Ich nauczanie pokrywało się z tym głoszonym przez stranników[89].

### Popowcy
Popowcy nie zerwali kontaktów ze światem zewnętrznym i postanowili zachować stan kapłański, pozyskując duchownych z Rosyjskiego Kościoła Prawosławnego. Początkowo brali pod uwagę jedynie osoby, które przyjmowały święcenia przed 1654, następnie wyłącznie ochrzczonych przed tą datą, a gdy stało się to niemożliwe z powodu upływu czasu – wyłącznie kapłanów narodowości rosyjskiej wyświęconych przez biskupów-Rosjan. Wśród popowców w XVIII w. największe znaczenie miały początkowo wspólnoty wietkowska i diakonowska (nowokadilnicy). Obydwie te wspólnoty, mimo prowadzonych polemik, dążyły do odbudowy hierarchii cerkiewnej, co ostatecznie nastąpiło w 1846. Popowcy wywodzili się zarówno z chłopstwa, jak i z uboższego mieszczaństwa oraz kozaków. Ich siedziby znajdowały się na Powołżu, nad Donem, ziemia czernihowska i sąsiadujące z nią ziemie Rzeczypospolitej.

#### Ważniejsze wspólnoty popowskie XVIII w.

##### Wspólnota wietkowska
Jej członkowie zamieszkiwali lasy w regionie Staroduba. Uważali za dopuszczalne przebywanie w towarzystwie członków Rosyjskiego Kościoła Prawosławnego, wspólne kąpiele i posiłki (chociaż uważali ich za heretyków, których przyjęcie do wspólnoty wymagało powtórnego chrztu), czcili ikony powstałe poza ich wspólnotą. Sakramenty sprawowali w niej kapłani lub wyznaczeni przez nich zastępcy, dopuszczeni do udzielania Komunii Świętej, przyjmowania nowych wyznawców i wysłuchiwania spowiedzi (grzechy należało spisać i przesłać duchownemu, który odpuszczał je zaocznie, także po śmierci penitenta). Samobójstwo za wiarę odrzucili całkowicie.

##### Wspólnota diakonowców
Wspólnota ta powstała po 1709 nad Kierzeńcem za sprawą działalności staroobrzędowego mnicha Aleksandra. Prowadził on polemiki religijne z biskupem niżnonowogrodzkim Pitirimem, prześladowcą miejscowych staroobrzędowców. W 1720 został uwięziony i stracony. Jego zwolennicy zbiegli przed represjami do lasów starodubskich, gdzie żyli już wietkowcy, dotarli do Mołdawii i na Podole. Diakonowcy uważali członków Rosyjskiego Kościoła Prawosławnego za heretyków trzeciej kategorii, którzy mogli zostać przyjęci do wspólnoty jedynie na podstawie publicznego wyrzeczenia się dawnego wyznania. Dopuszczali posługiwali się krzyżami czterokończastymi obok tradycyjnych ośmiokończastych, w czasie kadzenia wykonywali dwa ruchy: prosto i w poprzek.

##### Wspólnota czarnobylska
Wspólnota wyodrębniła się z grona wietkowców w 1775, zarzucając im zdradę prawdziwej wiary i naśladowanie „heretyckiego” Rosyjskiego Kościoła Prawosławnego. Wykorzystywali w praktyce liturgicznej wyłącznie krzyże z namalowaną postacią Chrystusa. Od członków wspólnoty wymagali zniszczenia paszportu i noszenia brody, której zgolenie było w ich ocenie grzechem ciężkim. Odrzucali modlitwy za cara i wszelkie formuły przysiąg, poza wypowiedzeniem słów „Tak, tak” lub „Nie, nie”. Byli przeświadczeni o bliskim końcu świata. Z czasem zrezygnowali z wyświęcenia kapłanów i rozproszyli się, dołączając do lokalnych wspólnot bezpopowców.

#### Związki wyznaniowe (hierarchie) popowskie

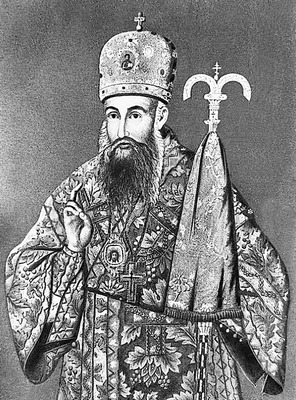
Metropolita białokrynicki Ambroży, były biskup Patriarchatu Konstantynopolitańskiego, dzięki swojemu przejściu na stary obrządek umożliwił odtworzenie hierarchii biskupiej na potrzeby staroobrzędowców-popowców i powołanie Rosyjskiej Prawosławnej Cerkwi Staroobrzędowej, tzw. hierarchii białokrynickiej

##### Hierarchia białokrynicka
Po dłuższych staraniach popowcy zdołali odbudować hierarchię biskupią, przekonując do zmiany wyznania na staroobrzędowe biskupa pochodzenia greckiego, byłego metropolitę bośniackiego Ambrożego. Jego siedzibą stał się monaster w Białej Krynicy k. Suczawy. Wyświęcani przez niego kapłani wyjeżdżali następnie do Rosji. W ten sposób powstała Rosyjska Prawosławna Cerkiew Staroobrzędowa, określana także jako hierarchia białokrynicka lub hierarchia austriacka, stając się głównym związkiem wyznaniowym popowców. Odzyskanie hierarchii, która stała odtąd na straży jednolitych obrzędów, dogmatów i prawd wiary, na dłuższy czas zapobiegło dzieleniu się popowców na mniejsze odłamy.
Od 2005 zwierzchnikiem Rosyjskiej Prawosławnej Cerkwi Staroobrzędowej jest Korneliusz, noszący tytuł metropolity moskiewskiego i całej Rusi. Cerkiew dzieli się na dwanaście eparchii.

##### Hierarchia starozybkowska

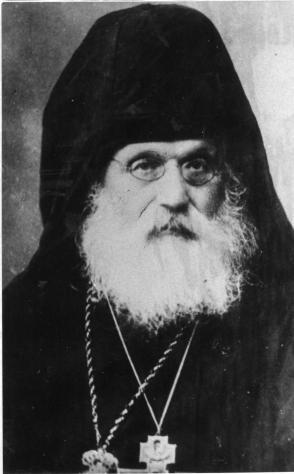
Mikołaj (Pozdniew)

W 1923 saratowski arcybiskup Żywej Cerkwi, Mikołaj (Pozdniew), przeszedł do miejscowej wspólnoty staroobrzędowców-popowców. Jego święcenia biskupie były przez starowierców uznawane. W 1929 do staroobrzędowców dołączył również jednowierczy biskup bugurusłański Stefan (Rastorgujew), co umożliwiło konsekrację kolejnych hierarchów. W 1924 powstała Rosyjska Cerkiew Staroprawosławna. Od 2002 jej zwierzchnik nosi tytuł staroprawosławnego patriarchy moskiewskiego i całej Rusi. Urząd ten pełni obecnie (2012) patriarcha Aleksander. Kościół dzieli się na osiem eparchii.

## Staroobrzędowcy na świecie

### Europa
Od XVIII w. staroobrzędowcy żyją na terytorium współczesnej Ukrainy. W XVIII w. ich skupiska znajdowały się na ziemi czernihowskiej, nad Prypecią, w okolicy Żytomierza i na Podolu. Osadnictwu starowierców sprzyjali polscy magnaci, którym zależało na zagospodarowywaniu mało ludnych dotąd obszarów. W 1735 rząd carski postanowił podjąć w granicach Rzeczypospolitej interwencję przeciwko starowiercom. Dowiedziawszy się wcześniej o tym zamiarach, opuścili oni tereny nadgraniczne, przenosząc się na Podole i Wołyń (do istniejących już skupisk), lub też dalej na ziemie dzisiejszej Białorusi i na Mazury. W późniejszym okresie osiedla staroobrzędowe powstały w regionie Charkowa i Odessy.
Na Białorusi większość staroobrzędowców zamieszkuje region Homla, w rozproszeniu są spotykani w obwodzie witebskim i mińskim.

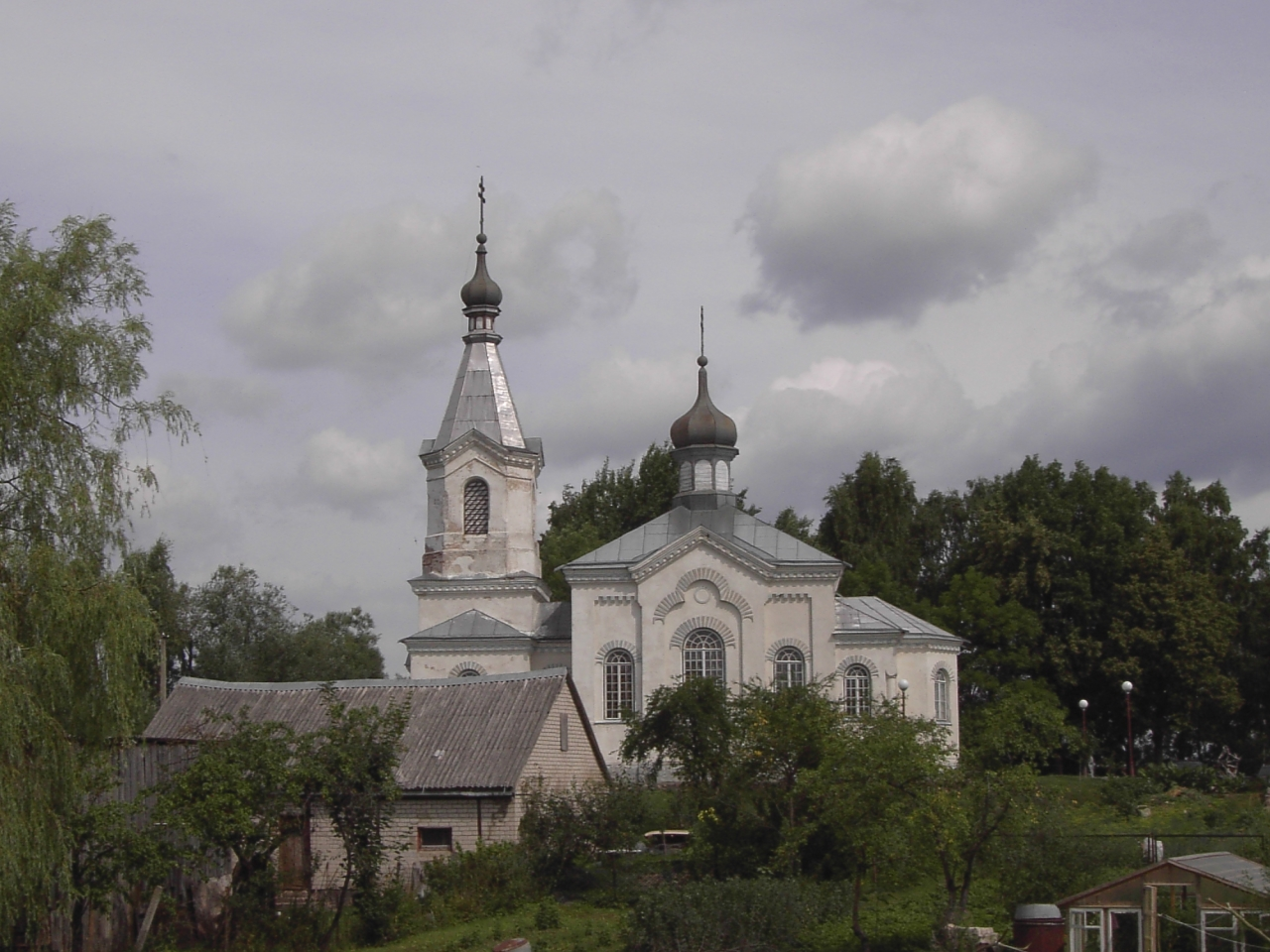
Molenna w Duksztach

Staroobrzędowcy żyją na Litwie w regionach Wilna i Trok, Jeziorosów, Święcian, Wiłkomierza, Poniewieża i Kowna. Na Łotwie ich głównym ośrodkiem jest region dyneburski. Według danych z 2007 w kraju tym żyją 2494 osoby tego wyznania, działa 69 placówek duszpasterskich, zarówno popowskich, jak i bezpopowskich. W Estonii starowiercy żyli początkowo w regionach Tartu i Jõgevy, a od XIX w. także w Tallinnie. W kraju tym zarejestrowanych było 11 gmin, których członkami było 15 tys. wiernych. Tylko 2,5 tys. stale uczestniczyło jednak w życiu religijnym.

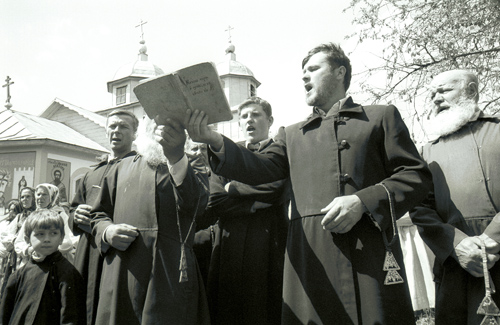
Nabożeństwo staroobrzędowe we wsi Slava Chercheză w Rumunii, 2004

Społeczność staroobrzędowa licząca od 12 do nawet 100 tys. wyznawców żyje w Rumunii wschodniej, w sześćdziesięciu wsiach, z czego dwadzieścia ma charakter całkowicie rosyjski i starowierski. W kraju tym starowiercy są określani jako lipowanie. W Rumunii żyją zarówno popowcy (w przeważającej liczbie), jak i bezpopowcy. Część staroobrzędowców przeszła do jednowierców.
W Bułgarii staroobrzędowcy są określani jako niekrasowcy. Ich społeczność znacznie zmniejszyła się po II wojnie światowej, gdy większość wyjechała do ZSRR. Według danych z 1999 charakter starowierski miały dwie wsie: Kazaszko (region Warny), zamieszkana przez bezpopowców oraz Tatarica (region Silistry), gdzie żyją popowcy. Łącznie wyznanie staroobrzędowe deklaruje w Bułgarii 800 osób.
Staroobrzędowcy w diasporze żyją w Niemczech, dokąd wyemigrowała część społeczności bezpopowców pomorców zamieszkujących pierwotnie Mazury.
W Polsce staroobrzędowcy pojawili się na Suwalszczyźnie w regionie Augustowa, Suwałk i Sejn w II. poł. XVIII w., przemieszczając się z terenu Kurlandii i ziemi czernihowskiej. W latach 20. i 30. XIX w. część tej społeczności przeniosła się na Mazury, w granice Prus Wschodnich. Jej głównym ośrodkiem był od 1849 monaster w Wojnowie, początkowo męski, zaś od 1885 – żeński. Większość z nich wyjechała w czasie II wojny światowej na Litwę. Liczbę staroobrzędowców w Polsce w latach 50. szacowano na ponad 1500 osób, zaś w 1968 żyło ich 268 w Augustowie, 188 w Gabowych Grądach, 133 w Borze oraz 412 w Wojnowie i Gałkowie. Według danych z pocz. XXI w. łącznie w Polsce przebywało 600–700 starowierców, zrzeszonych we Wschodnim Kościele Staroobrzędowym. Drugim polskim staroobrzędowym związkiem wyznaniowym jest powstała w 2013 Staroprawosławna Cerkiew Staroobrzędowców.

### Azja
Na przełomie XIX i XX w. grupa staroobrzędowców podjęła pracę przy budowie kolei przez Mandżurię. Po rewolucji październikowej do Chin przedostała się grupa uchodźców z Rosji tego wyznania, również osiadając w Mandżurii i w Harbinie. Staroobrzędowcy opuścili Chiny po dojściu do władzy komunistów, emigrując na kontynent amerykański. Osobna grupa starowierów dotarła do Japonii, również po rewolucji październikowej. Od 1936 do 1945 w okolicy Mudanjiang funkcjonowała staroobrzędowa wieś Romanowka. Do lat 30. społeczność staroobrzędowa przebywała w Hakodate. W dalszych latach ośrodki te uległy rozproszeniu. Część starowierców pozostała w Japonii i żyje w diasporze na wyspie Honsiu, część wyjechała do USA, inni zamieszkali na japońskim Sachalinie i pozostali tam po jego przyłączeniu do ZSRR.
Około 150 osiedli staroobrzędowych znajduje się w Armenii, Gruzji i Azerbejdżanie, z czego ponad połowa przypada na to ostatnie państwo. Wspólnota starowierska w Turcji, funkcjonująca między XVIII a XX wiekiem, przeniosła się w II poł. XX stulecia do Stanów Zjednoczonych.

### Ameryka i Australia

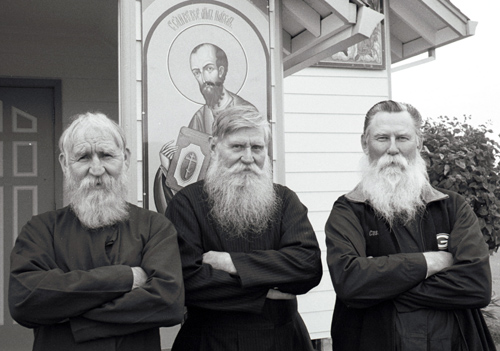
Staroobrzędowcy z Oregonu

W XX w. grupy starowierców emigrowały do Ameryki z powodów ekonomicznych. Osiedlali się w stanach Pensylwania, New Jersey i Michigan. Ich większymi ośrodkami stały się Erie i Marion. Druga grupa staroobrzędowców dotarła na kontynent amerykański w 1960. Jej przedstawiciele osiedlili się w Brazylii i Urugwaju, część przeprowadziła się po pewnym czasie do stanu Oregon. Do tego samego stanu przeniosła się w XX w. większość starowierców żyjących wcześniej nad Morzem Marmara w Turcji. Społeczność starowierów w USA liczyła na początku lat 90. XX w. 8 tys. osób, z czego 5 tys. w Oregonie.
Rosyjski Kościół Prawosławny poza granicami Rosji prowadził wśród staroobrzędowców akcję misyjną, propagując jednowierstwo. Kampania ta zakończyła się sukcesem – 3/4 dawnych bezpopowców dołączyła do Kościoła prawosławnego; decyzję taką podjęły całe społeczności staroobrzędowe w Oregonie, Pensylwanii i na Alasce. Od 1988 do śmierci w 2010 biskupem nadzorującym wspólnoty jednowiercze był Daniel (Aleksandrow).
W latach 70. XX w. grupa tysiąca staroobrzędowców przeniosła się z USA do Kanady, osiadając w prowincjach Alberta i Kolumbia Brytyjska.
Niewielka grupa staroobrzędowców zamieszkuje Nową Zelandię.